# Macroocula brothersi
Macroocula brothersi (лат.) — вид мелких ос рода Macroocula из семейства Bradynobaenidae (Apterogyninae). Египет (Wadi Shab, Shalateen, Red Sea [22 ° 47 ' 45 "N, 35 ° 19 '06"E]).

## Описание
Внешне похожи на ос-немок (Mutillidae). Длина самцов 10,5 мм (длина крыла 12 мм). Глаза крупные, полусферические; их диаметр в несколько раз больше расстояния между ними и основанием усиков. Основная окраска красно-жёлтая; 2-3-й сегменты брюшка чёрные. Вертлуги средней пары ног с выступом (на переднем и заднем выступов нет). Имеют резкий половой диморфизм: самки бескрылые с короткими 12-члениковыми усиками, самцы крылатые с длинными 13-члениковыми усиками. Биология неизвестна. Сходен с видами Macroocula ohli и Macroocula silvioi из Саудовской Аравии. Вид был впервые описан в 2015 году египетским и саудовским энтомологами Ahmed M. Soliman (King Saud University, Riyadh, Саудовская Аравия; Al-Azhar University, Каир, Египет) и Neveen S. Gadallah (Cairo University, Гиза, Египет). Видовое название дано в честь крупного гименоптеролога профессора Denis J. Brothers (University of KwaZulu-Natal, ЮАР).